# Placówka Straży Celnej „Jabłonica II”

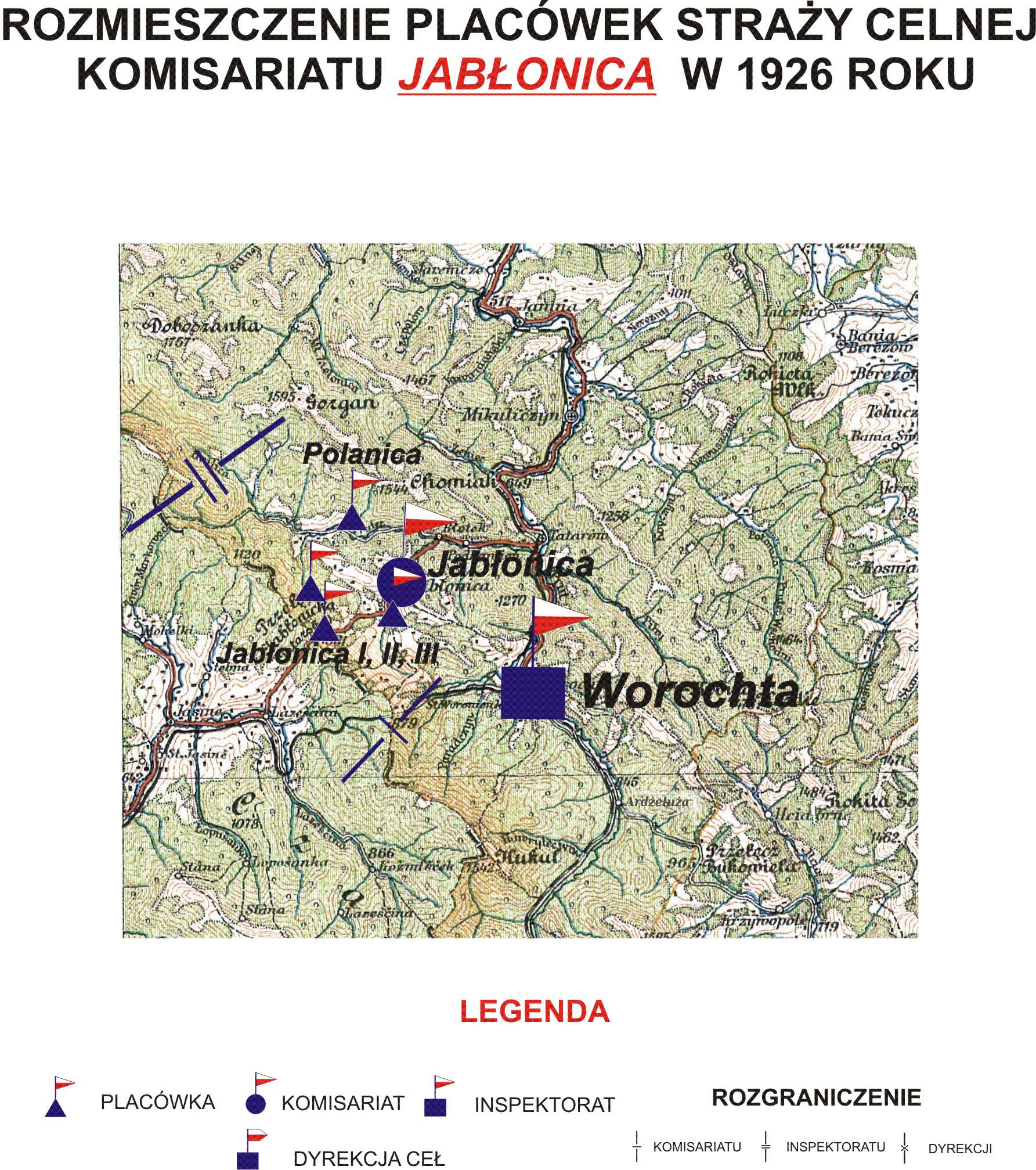
Rozmieszczenie placówek SC Komisariatu Jabłonica w 1926

Placówka Straży Celnej „Jabłonica II” – jednostka organizacyjna Straży Celnej pełniąca w okresie międzywojennym służbę ochronną na granicy polsko-czechosłowackiej w latach 1921–1928.

## Formowanie i zmiany organizacyjne
Na wniosek Ministerstwa Skarbu, uchwałą z 10 marca 1920 roku, powołano do życia Straż Celną. Od połowy 1921 roku jednostki Straży Celnej rozpoczęły przejmowanie odcinków granicy od pododdziałów Batalionów Celnych. Proces tworzenia Straży Celnej trwał do końca 1922 roku. Placówka Straży Celnej „Jabłonica II” weszła w podporządkowanie komisariatu Straży Celnej „Jabłonica” z Inspektoratu SC „Worochta”.
W drugiej połowie 1927 roku przystąpiono do gruntownej reorganizacji Straży Celnej. W praktyce skutkowało to rozwiązaniem tej formacji granicznej. Ochronę północnej, zachodniej i południowej granicy państwa przejęła powołana z dniem 2 kwietnia 1928 roku Straż Graniczna.
Rozkazem nr 5 z 16 maja 1928 roku w sprawie organizacji Małopolskiego Inspektoratu Okręgowego dowódca Straży Granicznej gen. bryg. Stefan Pasławski powołał komisariat Straży Granicznej „Worochta”. Placówka Straży Granicznej I linii „Jabłonica” znalazła się w jego strukturze.

## Funkcjonariusze placówki
Kierownicy placówki
| stopień    | imię i nazwisko, numer | okres pełnienia służby | kolejne stanowisko |
| ---------- | ---------------------- | ---------------------- | ------------------ |
| przodownik | Marian Krukowski (61)  | był w 1926             |                    |

Obsada personalna placówki w 1926:
- przodownik Marian Krukowski (61)
- starszy strażnik Jan Łopata (328)
- strażnik Szymon Hrycyk (736)
- strażnik Stanisław Stiller (752)
- strażnik Ludwik Waszczyszyn (721)
- strażnik Antoni Kosmowski (688)
- strażnik Zygmunt Siałecki (2251)
- strażnik Stanisław Dymny (678)